# فرودگاه کیرن
فرودگاه کیرن فرودگاهی عمومی واقع در کیرن در کشور روسیه است.